# エフゲニー・ピトヴラノフ
フゲニー・ペトロヴィッチ・ピトヴラノフ（ロシア語: Евгений Петрович Питовранов、1915年 - 1999年）は、ソ連のチェキスト。中将。

## 経歴
1938年、モスクワ輸送技師大学を卒業。
大学卒業後、党の決定により国家保安機関に送られ、内務人民委員部（NKVD）ゴリコフ州局の副課長に任命される。1942年、同局長となり、その後、キーロフ市局長を務める。1943年、少将。1944年、クイブイシェフ市局長。
1945年～1946年、ウズベキスタン国家保安相。1946年～1950年、第2総局長兼国家保安次官。1951年、誣告により解任される。1952年、誣告が根拠のないものと分かり、ソ連国家保安省第4局長に復帰する。
1953年、東ドイツ国家保安省附属ソ連国家保安委員会（KGB）全権代表としてベルリンに派遣され、NATOに対する一連の作戦を行った。
帰国後、1957年～1961年、KGB第4局長。1961年～1962年、中国で働く。
1962年～1966年、中将となり、ジェルジンスキー名称KGB高等学校長を務める。1966年、予備役に編入。

## パーソナル
名誉国家保安職員。